# Biomonitoring
A biomonitoring (a görög biosz – ’élő’, ’élet’ és a latin monere, monitum - ‘intő, figyelmeztető’ illetve az abból származtatott angol monitor - ‘megfigyel, megfigyelő, ellenőrző’ szavakból) vagy más néven biológiai monitorozás az életfolyamatokkal kapcsolatos közvetlen ismeretszerzésen alapuló, az állapotváltozást nyomon követő és a szükséges beavatkozások meghatározását segítő, az összetevőkre, folyamatokra, jelenségekre irányuló megfigyelés.
A biomonitoring-vizsgálatok során az élő és élettelen környezet különböző paramétereit meghatározott időközönként szisztematikusan és rendszeresen hosszú távon és ismétlődően figyelik meg, és a kapott reakciót mennyiségileg határozzák meg. Ez a módszer a környezet állapotának, minőségét meghatározó tényezőknek és ezekben kialakuló esetlegesen bekövetkező változások ellenőrzésére és nyomon követésére alkalmas.

## Áttekintés
A monitoringtevékenység olyan folyamat, mely ismétlődő mintavételen, mérésen, észlelésen alapul, lehetővé teszi a különböző környezeti elemek mennyiségi és minőségi állapotának megismerését, valamint állapotváltozásának leírását is.
A biomonitoring többnyire mérgező (toxikus) kémiai vegyületek, elemek megjelenését esetleges felhalmozódását vizsgálja mérések és megfigyelések segítségével a környezeti terhelésnek kitett élő szervezetek tanulmányozása által. Eredeti definíciója szerint (US EPA 1996) a kifejezés használata elsősorban az idegen vegyületek emberben történő méréseire vonatkozik, de végezhetjük nem emberi biológiai mintákon, például növényeken és állatokon is. A biomonitoring végső célja, hogy információt szolgáltasson a környezeti terhelés élővilágra gyakorolt mértékéről, ezáltal lehetőséget teremtve hatékonyabb környezetvédelmi programok kidolgozására.

## Biomonitoring-technikák
Biomonitoring-technikán a biomonitoring megvalósítási lehetőségeit értjük, mely a környezet időbeli és térbeli változásairól ad mennyiségi információt.

### A) Biomonitoring-vizsgálatok bioindikációk alapján
A biomonitoring alapját a biológiai indikáció (bioindikáció) szolgáltatja adott környezeti ingerre adott reakció alapján. Minden élő szervezet – függetlenül attól, hogy a biológiai szerveződés melyik szintjéhez tartozik –, mint nyitott rendszer, jelzi a környezetében végbemenő változásokat ezek az úgynevezett biológiai indikátorok. Ezáltal a biomonitoring vizsgálati módszer kétféle lehet:

#### Közvetlen (direkt) biomonitoring
- Ez esetben a szennyező anyagok mennyiségének vizsgálata történik közvetlenül az élő szervezeten, folyamatos mintavételezéssel, azaz a mintát nem a környezetből, hanem az élő szervezetből veszik, ezért a mért változók (pl. toxikus anyagok koncentrációja) azonosak.
- A megfelelő növény- és állatfajok kiválasztásához nagy mintaszámra és hosszú távú felmérésre van szükség.[5]

Ilyen direkt módszerre jó példa a bioakkumuláció (felhalmozódás) monitorozása is, ahol a szennyező anyagok, vegyületek feldúsulásának mértékét követik nyomon közvetlenül az élő szervezetből vett mintákon keresztül. Ezen vizsgálattal a felhalmozódó anyag mennyiségéből lehet következtetni a környezeti ártalom mértékére.

#### Közvetett (indirekt) biomonitoring
- A közvetett módszer alapja, hogy a biológiai változók vizsgálata a környezeti változások észlelésére, a biológiai jelzések értelmezésére és megértésére irányul, lényegében azok minőségi megismerését és elemzését jelenti.[5] Vagyis ezen módszerrel jellemzően az élőlények vagy élőlénycsoportok válaszreakcióit tanulmányozzák. Ilyen például többek között a toxicitás monitorozás (az élő szervezet által a környezeti szennyezésre adott fiziológiai reakciók megfigyelése) vagy az ökoszisztémák egészségének vizsgálata (más néven szünbiológiai biomonitoring), melynek során az életközösség felépítésében bekövetkező változásokat (pl. a fajösszetétel, a fajok sokféleségének változása vagy az indikátorfajok előfordulása, illetve hiánya) vizsgálják és ebből következtetnek az esetleges ártalmas körülmények meglétére, különös tekintettel az antropogén hatások kimutatására.[2][6]

Az indirekt módszer jelentősége abban rejlik, hogy az élőlények reakcióinak vizsgálatából származó adatokból következtetni lehet akár az emberi szervezet egészségét is befolyásoló potenciális kockázat mértékére is.

### B) Biomonitoring-vizsgálatok típus szerinti
Passzív biomonitoring esetében a vizsgálni kívánt területen jelenleg előforduló élővilágból választják ki a megfigyelni kívánt fajt vagy társulást. Azaz helyspecifikus flórán vagy faunán zajlik az élő szervezetekre gyakorolt környezeti hatások vizsgálata. Ennek megfelelően a kapott eredmények is elsősorban az adott területre szólóan lesznek érvényesek és relevánsak.
Aktív biomonitoring esetében a vizsgálni kívánt terület(ek)re meghatározott időtartamra telepítenek megfigyelni kívánt indikátor fajokat. Ezen típusú vizsgálat során a különböző területekről származó eredmények jobban összehasonlíthatóak, egyúttal a környezeti hatások kiterjesztett elemzését teszik lehetővé.

## Gyakorlati alkalmazás
A biomonitoring-vizsgálatok legfontosabb kritériumai közé tartoznak: a megfelelő indikátor faj kiválasztása, a mérhető reakció, illetve a megfelelő méréstechnika használata is.
A biomonitoring-vizsgálat megvalósításához szükséges mintavétel tervezése során a következő követelményeknek kell teljesülniük:
- „a kiválasztott faj, vagy közösség elterjedt és rendszeresen megtalálható legyen a vizsgálandó környezetben
- a kiválasztott faj, vagy közösség megfelelő mennyiségben, könnyen begyűjthető legyen
- a kiválasztott faj, vagy közösség jó akkumulációs képességekkel rendelkezzen
- a kiválasztott faj, vagy közösség a kisebb terhelésekre toleráns legyen
- a vizsgálatra kiválasztott paraméter, vagy változása (azaz az adott faj, illetve közösség válasza) a környezeti hatással (pl. szennyezőanyaggal) egyértelműen kapcsolatba hozható legyen
- a kiválasztott paraméter, vagy változása mennyiségileg mérhető legyen
- a kiválasztott méréstechnika megfelelő érzékenységű legyen az adott paraméternek, vagy változásának a mérésére.”[2]

A növények helyhez kötöttségük és nagy mennyiségük miatt jó bioindikátorok adott élőhely szempontjából. Az állatok viszont - folyamatos mozgásuk/helyváltoztatásuk és szélesebb körű táplálkozó-helyük miatt - az ökoszisztéma nagyobb területeiről nyújthatnak információt. A levegő- és a talajszennyeződéseket általában különböző növényfajokkal vizsgálják (pl. zuzmók segítségével közvetett biomonitoring révén), míg a vízszennyeződések vizsgálatát jellemzően állatfajokkal végzik. ez utóbbira jól használhatók például a gerinctelenek bizonyos csoportjai.

## A biomonitoring előnye
- költséghatékony és gyors
- pontszerű eredmények helyett egész területet lefedő eredményeket nyújthat
- hatásjelző: bioindikátorok tükrözik a környezeti tényezők komplex hatását
- immisszió (levegőterheltségi szint) vizsgálat, így pl. levegő környezeti minőségét lehet meghatározni
- körülményes fizikai és kémiai mérések helyettesítők a biológiai hatások tanulmányozásával
- az esetlegesen bekövetkező változásokat mutatja
- már alacsony, de tartós környezeti hatások kimutatására is képes
- előre mozdíthatja a társadalmi szemlélet formálódását[2][5][8]

## A biomonitoring hátránya
- nem ad abszolút eredményt
- nehezen vagy nem is lehet szabványosítani
- bonyolult kiértékelés
- az év csak meghatározott időszakában, azaz vegetációs időszakban (tavasztól-őszig) végezhető (kivételt képeznek a zuzmók)
- sokszor csak előkészít más vizsgálatokat[1]